# Radawnica
Radawnica – wieś krajeńska w Polsce położona w województwie wielkopolskim, w powiecie złotowskim, w gminie Złotów.
Od 1726 Radawnica jest siedzibą rzymskokatolickiej parafii św. Barbary.
W latach 1945–1954 i 1973–1976 miejscowość była siedzibą gminy Radawnica, w latach 1954-1972 gromady Radawnica. W latach 1975–1998 miejscowość administracyjnie należała do województwa pilskiego.
We wsi, nieprzerwanie od roku 1947 działa uniwersytet ludowy.